# Deleng Puntung
Deleng Puntung är ett berg i Indonesien.   Det ligger i provinsen Aceh, i den västra delen av landet, 1 500 km nordväst om huvudstaden Jakarta. Toppen på Deleng Puntung är 1 018 meter över havet, eller 88 meter över den omgivande terrängen. Bredden vid basen är 0,56 km.
Terrängen runt Deleng Puntung är bergig åt nordost, men åt sydväst är den platt.Runt Deleng Puntung är det ganska tätbefolkat, med 96 invånare per kvadratkilometer. I omgivningarna runt Deleng Puntung växer i huvudsak städsegrön lövskog.